# Constitució portuguesa de 1822
La Constitució Portuguesa de 1822, la primera constitució de Portugal, fou aprovada el 23 de setembre de 1822. Aquest és considerat el més antic text constitucional portuguès i assenyala una temptativa de posar fi a l'absolutisme i inaugurar a Portugal una monarquia constitucional.
Aquesta Constitució, tot mantenir-se vigent només durant dos efímers períodes — el primer entre 1822 i 1823, el segon entre 1836 i 1838 —, va ser un marc fonamental per a la història de la democràcia a Portugal. Va ser substituïda per la Carta Constitucional portuguesa de 1826.

## Precedents
La Constitució del 1822 va ser el resultat dels treballs de les Corts Generals Extraordinàries i Constituents de la Nació Portuguesa del periode 1821-1822, electes pel conjunt de la Nació Portuguesa — la primera experiència parlamentària a Portugal, nascuda després de la revolució liberal del 24 d'agost de 1820, a Porto. Les Corts Constituents, la funció principal de les quals, com el propi nom indica, era la d'elaborar una Constitució, van iniciar les seves sessions el gener de 1821 i van donar per tancats els seus treballs després del jurament solemne de la Constitució pel rei Joan VI de Portugal, l'octubre de 1822. Tanmateix, aquesta jurament fou rebutjat per la reina Carlota Joaquima de Borbó i per altres figures contra-revolucionàries de gran nomenada, com ara el Cardenal-Patriarca de Lisboa, Carlos da Cunha i Menezes).

## Característiques del text constitucional
La Constitució del 1822 és considerada prou progressista per a l'època i es va inspirar, en gran part, en el model de la Constitució Espanyola de Cadis, datada del 1812, així com en les constitucions Franceses de 1791 i 1795. Cal pensar que Catalunya, precedeix a tots aquests estats amb unes Constitucions Catalanes presents ja des del 1283, les més antigues de la península Ibèrica, que van influir en totes les posteriors.
La Constitució Portuguesa del 1822, és marcada pel seu esperit àmpliament liberal, havent derogat alguns vells privilegis feudals, característics de l'absolutisme. Era dividida en sis títols i 240 articles, tenint, per principis fonamentals, els següents:
- La consagració dels drets i deures individuals de tots els ciutadans portuguesos (donant prioritat als drets humans, expressament, i a la garantia de llibertat, d'igualtat davant la llei, de la seguretat i de la propietat);
- La consagració de la nació (unió de tots els portuguesos) com base de la sobirania nacional, en ser exercida pels representants de la mateixa, legalment electes — és a dir, per les Corts, a les quals resideix la sobirania de facto i de juri, atès que els seus elements tenen la legitimitat del vot dels ciutadans;
- La definició del territori de la nació, el qual abastava el Regne Unit de Portugal, Brasil i l'Algarve, comprenent el Regne de Portugal (continent i illes adjacents), el Regne del Brasil i els territoris ultramarins portuguesos a l'Àfrica i a l'Àsia;
- El no reconeixement de qualsevol prerrogativa al cler i a la noblesa;
- La independència dels tres poders polítics separats (legislatiu, executiu i judicial), el que contrariava els principis bàsics de l'absolutisme que concentrava els tres poders en la figura del rei;
- L'existència de Corts electes per la nació, responsables per l'activitat legislativa del país;
- La supremacia del poder legislatiu de les Corts sobre els altres poders;
- L'emanació de l'autoritat règia a partir de la nació;
- L'existència, com forma de govern, d'una monarquia constitucional, amb els poders del rei reduïts;
- La Unió Real amb el Regne del Brasil;
- La tolerància religiosa - la religió oficial del regne era la catòlica apostòlica romana. No obstant això, era permès als estrangers la pràctica particular dels seus respectius cultes.

## Els poders
El poder legislatiu va passar a mans de les Corts, de l'Assemblea unicameral, que elaborava les lleis, i els diputats de les quals eren elegits de dos en dos anys per la nació. La preponderància del poder legislatiu sobre el poder executiu és una característica dels règims demo-liberals més progressistes, per oposició a les anomenades Cartes Constitucionals, de caràcter aristocràtic i atorgades pel rei.
El poder executiu, en canvi, era exercit pel rei, competint-li l'autoritat del govern, l'execució de les lleis i el nomenament i dimissió dels funcionaris de l'estat. Amb tot, el rei tenia només dret a vet suspensiu damunt les Corts, podent suspendre la promulgació de les lleis que trobava discordants, però essent obligat a promulgar-les des del moment que les Corts així ho tornessin a deliberar. No li era concedit el poder de suspendre o dissoldre les Corts.
En ocasions especials, el rei era aconsellat pel Consell d'estat, els membres del qual eren elegits per les Corts, i coadjuvat pels secretaris d'estat, directament responsables pels actes del govern. Malgrat tot, la seva figura del rei era considerada inviolable.
El poder judicial, per la seva banda, pertanyia, exclusivament, als jutges, que l'exercien als Tribunals.

## El cos electoral
Pel que fa al cos electoral, i d'acord amb l'article 34 de la Constitució, podien votar, per escollir als representants de la nació (diputats), els homes majors de 25 anys que sabessin llegir i escriure. Eren exclosos de votar les dones, els analfabets, els frares i els criats del servei, entre d'altres.

## Vigència
Amb l'aprovació d'aquesta Constitució s'inicia a Portugal la Monarquia Constitucional. El procés de la seva consolidació, en canvi, serà més difícil i demorat. La "temeritat" de les seves propostes va ser de certa manera l'impuls per a una reacció més exacerbada de les faccions conservadores de la societat portuguesa, que aviat posarien fi a la seva vigència.
En efecte, la Constitució de 1822 va estar vigent durant només dos efímers períodes: un primer període entre el 23 de setembre de 1822, quan va ser aprovada, i el 3 de juny de 1823, ocasió en què el rei Joan VI la va suspendre, per motiu de la Vilafrancada, amb la promesa no complerta de substituir-la per una altra; un segon període entre el 10 de setembre de 1836, quan tingué lloc la Revolució de setembre, i el 20 de març de 1838, moment en què va ser aprovada la nova Constitució de 1838. De facto, van ser dos dels períodes més fecunds en termes de producció legislativa destinada a acabar amb el Portugal Velho (Portugal vell) al qual es van referir, entre d'altres, Alexandre Herculano o Oliveira Martins.